# 고에너지 물리학 국제회의
고에너지 물리학 국제회의(International Conference on High Energy Physics, ICHEP)는 입자물리학에서, 이론물리학, 실험물리학의 쌍방에 걸쳐서 가장 권위있는 국제회의의 하나이다. 1950년에 제 1회 회의가 개최되었고, 1960년부터 격년(짝수해)으로 개최하게 되었다. 홀수해에 개최되는 렙톤-빛알 상호작용 국제 심포지움과 함께, 국제 순수-응용물리학 연합이 주도한다. 제 1회 회의가 뉴욕주의 로체스터에서 개최되었던 데에서 따와서 일반적으로 로체스터 회의로도 불린다.

## 같이 보기
- 입자물리학
- 고에너지 물리학
- 렙톤-빛알 상호작용 국제 심포지움